# Wasilij Sitnikow (dyplomata)
Wasilij Iwanowicz Sitnikow (ros. Васи́лий Ива́нович Си́тников, ur. 13 grudnia 1927, 4 czerwca 2016) – radziecki dyplomata i polityk.
Od 1948 należał do WKP(b), skończył wyższe kursy inżynieryjne przy Tomskim Instytucie Politechnicznym, od 1954 funkcjonariusz partyjny w obwodzie kemerowskim, 1968-1983 przewodniczący Obwodowej Rady Związków Zawodowych w Kemerowie i sekretarz Komitetu Obwodowego KPZR w Kemerowie. Od 1977 do kwietnia 1983 II sekretarz Komitetu Obwodowego KPZR w Kemerowie, od 28 marca 1983 do 2 kwietnia 1988 I sekretarz Komitetu Obwodowego KPZR w Irkucku, od 25 marca 1988 do 24 stycznia 1992 ambasador ZSRR/Rosji w Mongolii. 1986-1990 członek KC KPZR. Deputowany do Rady Najwyższej ZSRR 11 kadencji.

## Odznaczenia
- Order Lenina
- Order Czerwonego Sztandaru Pracy (dwukrotnie)
- Order „Znak Honoru”